# Jay Hernandez
Javier Manuel Hernandez Jr. (Montebello, Kalifornia, 1978. február 20.–) mexikói származású amerikai színész és divatmodell.
Miután az NBC-s Hang Time című televíziós sorozatban bukkant fel először, Hernandez az Őrült és gyönyörű (2001) romantikus drámában debütált Kirsten Dunst mellett. Továbbá olyan filmekben szerepelt, mint a Péntek esti fények (2004), a Motel (2005), a Rossz anyák (2016) és a Suicide Squad – Öngyilkos osztag (2016), mint Chato Santana / El Diablo. Ő alakítja Thomas Magnumot a CBS-es Magnum televíziós sorozat rebootjában.

## Fiatalkora
Hernandez 1978. február 20-án született Montebellóban (Kalifornia), Isis (szül. Maldonado) titkár és könyvelő valamint Javier Hernandez Sr. szerelő fiaként, mindketten harmadik generációs mexikói-amerikaiak. Van egy húga, Amelia, és két idősebb testvére, Michael és Gabriel. Amikor megismerkedett jelnlegi feleségével, Daniella Deutscher színésznővel, 14 éves volt, Daniella pedig 17. Tanulmányait a kaliforniai Rosemead-i Don Bosco Műszaki Intézetben végezte, de felsőbb évében a montebellói Schurr Gimnáziumba járt. Miközben lifttel közlekedett egy Los Angeles-i toronyházban, Hernandezt megkereste Howard Tyner tehetségmenedzser azzal a szándékkal, hogy sikeres karriert szerezhessen magának Hollywoodban. Beíratta Hernandezt színésziskolába, és képeit casting-ügynököknek küldte el.

## Pályafutása
1998 és 2000 között Antonio Lopezt alakította az NBC-s Hang Time sorozatban. Hernandez ezt követően sikert aratott debütálásával az Őrült és gyönyörű című filmben Kirsten Dunst mellett. Azóta több nagy hollywoodi filmben is főszerepet alakított, többek között a Carlito útja: A felemelkedés című filmben, a 2005-ös Motel horrorfilmben és a World Trade Centerben. Hernandez a 2010 augusztusában bemutatott Tökéletes bűnözők  akció/krimifilmben is feltűnik.
Hernandez a Carlito útja: A felemelkedés című 2005-ös bűnügyi előzményében tűnt fel, Carlito Brigante-t alakítva, akit eredetileg Al Pacino alakít az 1993-as Carlito útjában.
Hernandez Paxtont alakította Eli Roth Motel (2005) című horrorfilmben és annak 2007-es folytatásában, a Motel 2.-ben.
Szintén 2015-ben a Max háborús drámában jelent meg, mint az Egyesült Államok őrmestere, akit egy titkos mentőkutyával osztottak össze, mert a korábbi gazdája halála után trauma éri.
2016-ban Jessie Harkness szerepében játszott a Rossz anyák vígjátékban, valamint El Diablo ex-gengszterként a Suicide Squad – Öngyilkos osztag szuperhősfilmben.
2018. február 20-án egy sajtótájékoztaton arról számoltak be, hogy Hernandez Thomas Magnumként fog szerepelni a Magnum CBS-s drámasorozat rebootjában. A sorozat premierje 2018. szeptember 24-én volt. 2019-ben a Toy Story 4.-ben szóltaltatta meg Bonnie apját.

## Magánélete
2006-ban Hernandez feleségül vette korábbi színésztársát, Daniella Deutscher-t a Hang Time sorozatból.

## Filmográfia

### Film
| Év   | Magyar cím                       | Eredeti cím                  | Szerep                    | Magyar hang      | Rendező                |
| ---- | -------------------------------- | ---------------------------- | ------------------------- | ---------------- | ---------------------- |
| 2000 |                                  | Living the Life              | Kikicho                   |                  | Alex Munoz             |
| 2001 | Őrült és gyönyörű                | Crazy/Beautiful              | Carlos Nuñez              | Simonyi Balázs   | John Stockwell         |
| 2001 | Kéjutazás                        | Joy Ride                     | tengerészgyalogos         |                  | John Dahl              |
| 2002 | A későn kezdő                    | The Rookie                   | Kikicho                   |                  | John Lee Hancock       |
| 2004 | Vas                              | Torque                       | Dalton                    | Welker Gábor     | Joseph Kahn            |
| 2004 | A tűzből nincs kiút              | Ladder 49                    | Keith Perez               | Magyar Bálint    | Jay Russell            |
| 2004 | Péntek esti fények               | Friday Night Lights          | Brian Chavez              | Molnár Levente   | Peter Berg             |
| 2005 | Motel                            | Hostel                       | Paxton Rodriguez          | Papp Dániel      | Eli Roth               |
| 2005 | Carlito útja: A felemelkedés     | Carlito's Way: Rise to Power | Carlito Brigante          | Papp Dániel      | Michael Bregman        |
| 2006 | Nomád                            | Nomad                        | Erali                     | Dányi Krisztián  | Sergei Bodrov          |
| 2006 | A prófécia                       | Karas: The Prophecy          | Nue (hang)                |                  | Keiicsi Szato          |
| 2006 | World Trade Center               | World Trade Center           | Dominick Pezzulo          | Papp Dániel      | Oliver Stone           |
| 2007 | Grindhouse – Halálbiztos         | Grindhouse                   | Bobby                     |                  | Robert Rodríguez       |
| 2007 | Orosz rulett élőben              | Live!                        | Pablo                     | Előd Álmos       | Bill Guttentag         |
| 2007 | Motel 2.                         | Hostel: Part II              | Paxton Rodriguez          | Papp Dániel      | Eli Roth               |
| 2008 |                                  | American Son                 | Junior Morales            |                  | Neil Abramson          |
| 2008 | Kínzó közelség                   | Lakeview Terrace             | Javier Villareal nyomozó  | Takátsy Péter    | Neil LaBute            |
| 2008 | Karantén                         | Quarantine                   | Jake                      | Welker Gábor     | John Erick Dowdle      |
| 2008 | Végre karácsony!                 | Nothing like the Holidays    | Ozzy                      | Takátsy Péter    | Alfredo De Villa       |
| 2010 | Tökéletes bűnözők                | Takers                       | Eddie Hatcher nyomozó     | Simon Kornél     | John Luessenhop        |
| 2012 | LOL                              | LOL                          | James                     | Seszták Szabolcs | Lisa Azuelos           |
| 2013 | Járőr                            | Trooper                      | Carlos Coto               |                  | Craig Gillespie        |
| 2015 | Max                              | Max                          | Reyes őrmester            | Horváth Gergely  | Boaz Yakin             |
| 2015 |                                  | The Night Is Young           | Dean                      |                  | Matt Jones             |
| 2016 | Rossz anyák                      | Bad Moms                     | Jessie Harkness           | Fehér Tibor      | Jon Lucas, Scott Moore |
| 2016 | Suicide Squad – Öngyilkos osztag | Suicide Squad                | Chato Santana / El Diablo | Papp Dániel      | David Ayer             |
| 2017 | Rossz anyák karácsonya           | A Bad Moms Christmas         | Jessie Harkness           | Fehér Tibor      | Jon Lucas, Scott Moore |
| 2017 |                                  | Bright                       | Rodriguez                 |                  | David Ayer             |
| 2019 | Toy Story 4.                     | Toy Story 4                  | Bonnie apja (hang)        | Barát Attila     | Josh Cooley            |

### Televízió
| Év        | Cím                            | Szerep                | Megjegyzés                           |
| --------- | ------------------------------ | --------------------- | ------------------------------------ |
| 1998–2000 | Hang Time                      | Antonio Lopez         | 29 epizód                            |
| 1999      | USA High                       | Jose                  | 1 epizód                             |
| 2000      | Undressed                      | Eddie                 | ismeretlen epizód                    |
| 2000      | One World                      | Octavio               | 1 epizód                             |
| 2002      | Amerikai család                | Cisco                 | 2 epizód                             |
| 2006–2007 | A hatodik kapocs               | Carlos Green          | 14 epizód                            |
| 2012      | Last Resort – A belső ellenség | Paul Wells            | 7 epizód                             |
| 2013      | Nashville                      | Dante Rivas           | 6 epizód                             |
| 2013      | Ghost Ghirls                   | Sanchez ügynök        | 1 epizód                             |
| 2014      | Gang Related                   | Daniel Acosta         | ismeretlen epizód                    |
| 2015      | The Expanse                    | Dimitri Havelock      | 5 epizód                             |
| 2017      | Scandal                        | Curtis Pryce          | 7 évad                               |
| 2018–2024 | Magnum                         | Thomas Magnum         | főszerep                             |
| 2019      | BoJack Horseman                | önmaga/Mario (hangja) | Epizód: "A Horse Walks into a Rehab" |
| 2020      | Hawaii Five-0                  | Thomas Magnum         | 1 epizód                             |

## Díjak és jelölések
| Év   | Társulat              | Kategória                                          | Eredmény | Projekt           |
| ---- | --------------------- | -------------------------------------------------- | -------- | ----------------- |
| 2002 | ALMA-díj              | Kiváló színész mozgóképben                         | Jelölve  | Őrült és gyönyörű |
| 2006 | Fangoria Chainsaw-díj | Haver, akivel nem akarsz összeveszni (legjobb hős) | Jelölve  | Motel             |
| 2006 | Teen Choice Awards    | Film – Choice Scream                               | Jelölve  | Motel             |